# Johannes zu Hohenlohe-Bartenstein

Johannes Fürst zu Hohenlohe-Bartenstein und Jagstberg

Johannes Friedrich Michael Karl Maria Fürst zu Hohenlohe-Bartenstein und Jagstberg (* 20. August 1863 auf Schloss Bartenstein; † 19. August 1921 ebenda) war ein deutscher Offizier und Standesherr des Königreichs Württemberg.

## Leben
Geboren wurde er als Sohn von Fürst Karl zu Hohenlohe-Bartenstein (1837–1877) und Rosa, geborene Gräfin von Sternberg (1836–1918); er hatte noch eine ältere Schwester Marie (1861–1933) und eine jüngere Schwester Nora (1864–1945), die später eine bekannte Salonnière am Wiener Hof wurde. Um 1864 verfiel sein Vater in eine als unheilbar diagnostizierte „Schwermut“ und die Mutter zog mit den Kindern zu ihren Eltern nach Böhmen, wo der Großvater Jaroslav Graf von Sternberg Schloss Častolovice und Schloss Zasmuk besaß; er stellte seiner Tochter das Schloss Nedielischt zur Verfügung und vererbte es ihr später. Den Winter verbrachte die Familie im Sternberg'schen Haus am Radetzkyplatz in Prag, das Frühjahr in Wien. Die Kinder erhielten an diesen wechselnden Orten Privatunterricht. Später besuchte Erbprinz Johannes ein Gymnasium in Wien. 
Anschließend studierte er Staatswissenschaften an der Eberhard Karls Universität Tübingen. 1887 wurde er Corpsschleifenträger des Corps Suevia Tübingen. Im April 1888 trat er in die Offizierslaufbahn der Württembergischen Armee. Er stieg bis 1915 zum Oberst des Ulanen-Regiments „König Karl“ (1. Württembergischen) Nr. 19 auf. Er bekleidete auch hohe militärische Ränge in der Bayerischen Armee und in der Sächsischen Armee. Im Ersten Weltkrieg war er Etappendelegierter der freiwilligen Krankenpflege bei der Armeeabteilung unter General der Infanterie Ludwig von Falkenhausen.
Als sein Vater 1877 starb, wurde Erbprinz Johannes als nunmehriger Fürst Oberhaupt des Hauses Hohenlohe-Bartenstein, verbunden mit einem Mandat in der Kammer der Standesherren der württembergischen Landstände in Stuttgart. Er konnte das Mandat wegen seiner Minderjährigkeit zunächst nicht selbst wahrnehmen und ließ sich dort von seinem Onkel, Albert zu Hohenlohe-Jagstberg, vertreten. 1886 trat er persönlich in die Kammer ein und blieb dort als Standesherr bis 1918. Von 1911 bis 1918 war er Präsident dieser sogenannten Ersten Kammer der württembergischen Landstände. Fürst Johann war auch erbliches Mitglied in der Kammer der Reichsräte der Krone Bayern.
Neben seinem Militärdienst und seinen öffentlichen Ämtern verwaltete Johannes die fürstlichen Familiengüter. Durch den Tod seines Onkels Fürst Albert zu Hohenlohe-Bartenstein-Jagstberg im Jahre 1898 konnte er die Standesherrschaften Jagstberg und Niederstetten wieder mit seiner Hauptlinie Bartenstein vereinigen.
1896 wurde Johannes zu Hohenlohe-Bartenstein mit dem Großkreuz des Ordens der Württembergischen Krone ausgezeichnet. Er war außerdem Ritter des Ordens vom Goldenen Vlies, des Hausordens der Rautenkrone sowie des Ordens des Heiligen Georg.

## Ehe und Nachkommen
Fürst Johannes war römisch-katholisch und heiratete am 12. Februar 1901 in der Salzburger Residenz Anna Maria Theresia, Erzherzogin von Österreich-Toskana (* 17. Oktober 1879 in Lindau; † 30. Mai 1961 in Baden-Baden). Sie war Tochter des abgesetzten Großherzogs Ferdinand IV. von Toskana und seiner zweiten Gemahlin Alicia von Bourbon-Parma.
Aus der Ehe des Fürstenpaares Anna und Johannes gingen sechs Kinder hervor:
- Maria (* 21. Dezember 1903 in Bartenstein; † 28. Mai 1999 in Lahr)
- Karl „Fürst“[4] zu Hohenlohe-Bartenstein (* 20. Oktober 1905 in Bartenstein; † 7. Mai 1950 in Unterbalbach); ⚭ 1936  Clara von Meyern-Hohenberg (* 1912; † 2001), 3 Kinder
- Albrecht „Fürst“ zu Hohenlohe-Jagstberg[4] (* 9. September 1906 in Bartenstein; † 23. Januar 1996 in Niederstetten); ⚭ 1936 Therese Gräfin von Geldern-Egmont (* 1911; † 2000), 3 Kinder
- Elisabeth (* 8. Dezember 1907 in Bartenstein; † 1. August 1927 in Aigen Glas bei Salzburg)
- Margarethe (* 14. Februar 1909 in Bartenstein; † 22. Dezember 1985 in Rom)
- Friedrich (* 3. September 1910 in Aeschach bei Lindau; †  16. Mai 1985 in Bonn-Bad Godesberg); ⚭ 1959 Marie Claire Buet de Villars (* 2. August 1916; † 9. Dezember 2012), 1 Tochter